# Webdings
Webdings is een TrueType-lettertype dat ontwikkeld is in 1997 en sindsdien in alle versies van Microsoft Windows wordt geleverd, onder de serie "Core Fonts for the Web".
Het is bedacht om webdesigners een snelle en makkelijke oplossing te bieden voor het toepassen van kleine icons in hun webpagina's.
Onder de makers is Vincent Connare; hij heeft voor Microsoft ook de lettertypen Comic Sans MS en Trebuchet MS ontworpen. De andere makers zijn Sue Lightfoot, Ian Patterson en Geraldine Wade.